# No Scrubs
No Scrubs è un singolo del trio femminile statunitense TLC, pubblicato il 23 marzo 1999 come primo estratto dal terzo album in studio FanMail.

## Descrizione
Il brano, scritto dal produttore Kevin "She'kspere" Briggs insieme a Tameka Cottle e Kandi Burruss (entrambi del gruppo Xscape), spiega che cosa è uno "scrub", termine slang per indicare uno "sfigato", senza lavoro, senza automobile e privo di classe. No Scrubs è il primo singolo delle TLC ad avere come cantante principale Rozonda "Chili" Thomas anziché Tionne "T-Boz" Watkins.
La canzone è un inno contro le molestie sessuali, compiute molto spesso dagli "scrubs" del titolo. Nel bridge di una sua versione alternativa è presente un rap interpretato da Lisa "Left Eye" Lopes (morta nel 2002), dove la rapper invita gli uomini a rispettare non solo le donne, ma anche le loro decisioni.

## Video musicale
Il futuristico video musicale, diretto da Hype Williams, ha permesso alle TLC di vincere l'MTV Video Music Awards nel 1999 come "Miglior video di un gruppo", battendo i favoriti 'N Sync e Backstreet Boys. Ognuno dei membri del gruppo esegue il brano da un proprio set, oltre ad avere dei momenti in cui le TLC eseguono una coreografia insieme davanti al proprio logo. Sono state notate alcune somiglianze fra il singolo No Scrubs e Shape Of You di Ed Sheeran, che hanno indotto il cantautore britannico a inserire gli autori di No Scrubs tra gli autori della propria canzone.

## Tracce
CD1
1. No Scrubs (Album Version) – 3:37
2. No Scrubs (Main Mix with Left Eye's Rap) – 4:00
3. No Scrubs (Instrumental) – 3:37
4. Silly Ho (Album Version) – 4:16

CD2
1. No Scrubs (Album Version) – 3:39
2. Waterfalls (Radio Version) – 4:19
3. Creep (Radio Version) – 4:26

## Successo commerciale
Il brano è il terzo del gruppo a raggiungere la prima posizione nella Billboard Hot 100 e ha vinto il Grammy Award come "miglior performance R&B di un gruppo".

## Classifiche
| Classifica (1999)                               | Posizione più alta |
| ----------------------------------------------- | ------------------ |
| U.S. Billboard Hot 100                          | 1(4)               |
| U.S. Billboard Hot R&B/Hip Hop Singles & Tracks | 1(5)               |
| ARC Weekly Top 40                               | 1(3)               |
| UK Singles Chart                                | 3                  |
| Australia ARIA Singles Chart                    | 1(7)               |
| Irish Singles Chart                             | 1(2)               |
| Danish Singles Chart                            | 2                  |
| Italy Singles Chart                             | 8                  |
| Japan Singles Chart                             | 1                  |
| New Zealand RIANZ Singles Chart                 | 1(2)               |
| Eurochart Hot 100 Singles                       | 2                  |
| Netherland Singles Chart                        | 3                  |
| German Singles Chart                            | 4                  |
| French Singles Chart                            | 5                  |
| Swiss Singles Chart                             | 5                  |
| Swedish Singles Chart                           | 16                 |
| Austrian Singles Chart                          | 26                 |
| Canadian Singles Chart                          | 32                 |
| Hot 100 Airplay                                 | 1(13)              |

### Classifiche di fine anno
| Paese (1999) | Posizione |
| ------------ | --------- |
| Italia       | 30        |